# Lempzours
Lempzours – miejscowość i gmina we Francji, w regionie Nowa Akwitania, w departamencie Dordogne.
Według danych na rok 1990 gminę zamieszkiwało 121 osób, a gęstość zaludnienia wynosiła 11 osób/km² (wśród 2290 gmin Akwitanii Lempzours plasuje się na 1055. miejscu pod względem liczby ludności, natomiast pod względem powierzchni na miejscu 998.).